# Николай Черкасов
Николай Черкасов (на руски: Никола́й Константи́нович Черка́сов) е съветски актьор, народен артист на СССР (1947 г.), носител на Ленинска премия (1964 г.) и пет Сталински премии. Завършва Санкт Петербургската академия по театрални изкуства през 1926 г.
Той е един от любимите актьори на Сталин и на него са поверявани епични роли, като например тези на Иван Грозни и Александър Невски в едноименните филми. Той също така участва в адаптацията на романа на Жул Верн „Децата на капитан Грант“. Превъплъщава се и в ролите на Александър Попов и дон Кихот. Депутат е на Върховния съвет на СССР.
Умира през 1966 година на 63 години.

## Избрана филмография
- „Александър Невски“ („Александр Невский“, 1938)
- „Иван Грозни, първа част“ („Иван Грозный 1-я серия“, 1945)
- „Дон Кихот“ („Дон Кихот“, 1957)
- „Иван Грозни, втора част“ („Иван Грозный 2-я серия“, 1958)